# Luca (Film)
Luca ist ein Computeranimationsfilm der Pixar Animation Studios, der unter der Regie von Enrico Casarosa entstand. Das Familienabenteuer ist am 18. Juni 2021 weltweit bei Disney+ erschienen.

## Handlung
Im Meer vor der italienischen Riviera leben menschenähnliche Wesen. Diese verstecken sich vor den Menschen, da die Menschen sie für Seeungeheuer halten und deshalb bejagen, wenn sie eines sehen. Der Junge Luca ist eines dieser Wesen und wird von seinen Eltern ermahnt, sich von Menschen fernzuhalten. Er ist jedoch neugierig auf die Welt über dem Wasser, und als er auf Alberto trifft, erlebt er mit ihm an Land, wo sich beide verwandeln und wie Menschen aussehen, neue Abenteuer. Als Lucas Eltern von den Landgängen erfahren, wollen sie ihn zum Schutz vor den Menschen in die Tiefsee schicken. Luca flieht mit Alberto in ein Küstenstädtchen. Dort treffen sie auf das Menschenmädchen Giulia, mit dem sie an einem Wettrennen teilnehmen wollen. Hauptkonkurrent ist Ercole, der die anderen Kinder schikaniert. Die beiden Jungen müssen darauf achten, nicht nass zu werden, um nicht als Seeungeheuer erkannt zu werden. Beim Wettrennen beginnt es jedoch zu regnen. Um sich gegenseitig zu helfen, riskieren sie, nass und als Seeungeheuer erkannt zu werden. Als die Menschen sie mit Harpunen bedrohen, werden sie zuerst von Giulia und ihrem Vater beschützt. Schließlich wird ihr Sieg beim Wettrennen anerkannt und die Furcht vor den Seeungeheuern endet. Auch beginnen die Kinder, sich gegen Ercole zu wehren.

## Produktion

### Stab und Ideenentwicklung
Regie führte Enrico Casarosa. Es handelt sich um das Langfilmdebüt des Italieners, der 2012 für seinen Kurzfilm La Luna für einen Oscar nominiert wurde. Luca ist für Casarosa eine zutiefst persönliche Geschichte, nicht nur, weil sie an der italienischen Riviera spielt, wo der Regisseur aufwuchs. Auch der Kern dieses Films, in dem eine Freundschaft steht, verweise auf seine eigene Biografie: „Sandkastenfreundschaften prägen uns bereits in jungen Jahren“, und um eine solche Verbindung gehe es auch in Luca. Casarosa erinnert sich an seinen besten Freund, den er im Alter von 11 Jahren kennenlernte. Dessen familiäre Situation sei ein wenig chaotisch gewesen, weshalb er tun und lassen konnte, was er wollte. Er sei auch ein wenig ein Unruhestifter gewesen. Im Film entspricht dieser Alberto, der seinen Freund Luca dazu bewegt, das Meer zu verlassen.
Casarosa wollte den Film auch machen, um die ganze Welt nach Italien zu bringen, in diese kleine, malerische Stadt, die solchen Kleinstädten ähnelt, wie die, in der er selbst aufwuchs und als Kind seine Sommer verbrachte. Das Motiv des Seemonsters versteht Casarosa auch als eine Metapher für das Gefühl, anders zu sein.

### Gestaltung der Kulissen

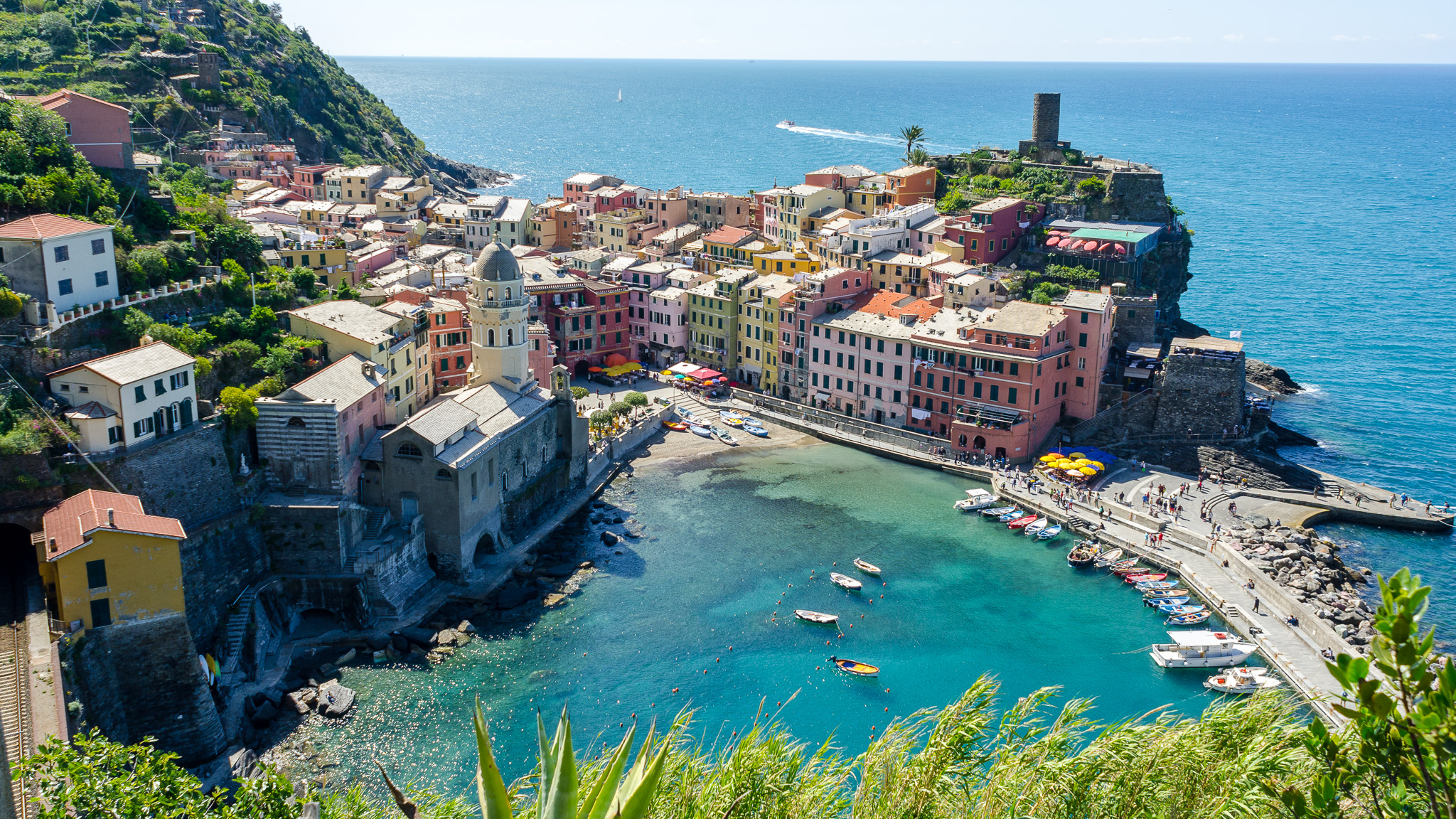
Pixars Animationsabteilung besuchte in Vorbereitung die italienische Riviera, im Bild Vernazza

In Vorbereitung auf die Produktion schickte Pixar mehrere Mitarbeiter der Animationsabteilung auf eine „Forschungsreise“ an die italienische Riviera, wo sie Fotos von der Landschaft und den Menschen in der Region machten. Letztlich zeigt der Film die Riviera in einem Flair der 1950er und 1960er Jahre, die Casarosa als ein „goldenes Zeitalter, das sich zeitlos anfühlt“ beschreibt.

### Besetzung
Jacob Tremblay leiht dem 12-jährigen Seemonsterjungen Luca Paguro seine Stimme. „Paguro“ ist das italienische Wort für den Einsiedlerkrebs. Jack Dylan Grazer spricht im Original Alberto Scorfano, Lucas äußerst neugierigen und besten Freund und ebenfalls ein Seemonsterjunge. „Scorfano“ bezeichnet Vertreter aus der Familie der Skorpionfische.

### Filmmusik, Marketing und Veröffentlichung
Ursprünglich wollte Casarosa den italienischen Filmkomponisten Ennio Morricone für seinen Film gewinnen. Dieser verstarb jedoch im Juli 2020, bevor er ihn darum bitten konnte. Letztlich wurde Dan Romer mit dieser Aufgabe betraut. Das Soundtrack-Album mit insgesamt 30 Musikstücken wurde am 18. Juni 2021 von Walt Disney Records als Download veröffentlicht.
Ende Februar 2021 stellte Pixar den ersten Trailer vor. Der Film erschien am 18. Juni 2021 weltweit bei Disney+. Die Premiere erfolgte bereits am 13. Juni 2021 in Genua im Acquario. Am 20. August 2021 kam der Film in die chinesischen Kinos.

## Rezeption

### Kritiken
Der Film konnte bislang 91 Prozent aller Kritiker bei Rotten Tomatoes überzeugen und erhielt hierbei eine durchschnittliche Bewertung von 7,3 der möglichen 10 Punkte, womit er aus den 22. Annual Golden Tomato Awards als Drittplatzierter in der Kategorie Animationsfilme des Jahres 2021 hervorging. Auf Metacritic erhielt der Film einen Metascore von 71 von 100 möglichen Punkten.

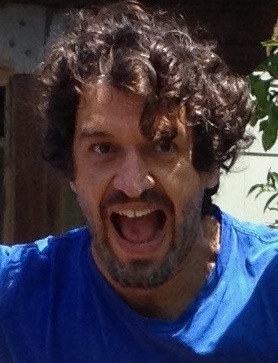
Regisseur Enrico Casarosa

Thomas Schultze von Blickpunkt:Film schreibt, man sehe dem Film sofort Enrico Casarosas Handschrift an, und die Prämisse von Luca lasse sich in der klassischen Kinderliteratur verorten, da sich schon Der kleine Wassermann von Otfried Preußler oder Das neugierige Fischlein von Elsa Beskow dem Topos angenommen hätten, wenn sich Wasserwesen ausmalen, wie es wäre, am Leben der Menschen jenseits des Meeres teilzunehmen. Casarosa löse die existenzielle Prämisse auf in eine wilde Verwechslungskomödie, und richtig in Fahrt komme der Film dann, wenn die beiden neugierigen Jungs erstmals in das Stranddörfchen Portorosso kommen. Mit jeder Szene werde die Geschichte turbulenter, würden die Verstrickungen komplizierter, und doch verliere Casarosa nie aus den Augen, worum es ihm geht und was er wirklich erzählen will in diesem Coming-of-Age-Film der völlig anderen Art, so Schultze.
Christian Neffe vom Filmdienst schreibt, das Spiel mit und die Modifizierung von Identitäten, der mimetische Prozess, sich seinem Umfeld anzupassen, um dazuzugehören und im gleichen Atemzug von ihm geformt zu werden, im guten wie im schlechten Sinne, sei die Essenz des Coming-of-Age-Parts von Luca und werde sowohl auf kognitiver als auch körperlicher Ebene ausgearbeitet. Daneben stünden drei andere klassische Genrethemen im Fokus, Freundschaft, Akzeptanz und Toleranz des Andersartigen und die Familie. Es stecke also so einiges in diesem Film, nicht nur technisch. Neffe hebt die technische Brillanz, eine perfekte Lichtstimmung, Landschaften und Orte an der Schwelle zum Fotorealismus und sympathisch comichaft-abstrahierte Charakterdesigns hervor. Insgesamt gesehen sei Luca ein launiger Sommerfilm und eine emotionale Momentaufnahme im Coming-of-Age-Gewand, die voller Vitalität und Lebensfreude steckt, womit der Film perfekt in den Sommer 2021 passe.

### Finanzieller Erfolg
Die weltweiten Einnahmen des Films aus Kinovorführungen belaufen sich auf 50,9 Millionen US-Dollar. Nach seinem Verkaufsstart als DVD- und Blu-ray in Deutschland hielt sich Luca in beiden Kaufcharts mehrere Wochen an der Spitze.

### Auszeichnungen (Auswahl)
Annie Awards 2022
- Nominierung als Bester Animationsfilm
- Nominierung in der Kategorie Character Animation – Feature (Tarun Lak)
- Nominierung in der Kategorie Character Design – Feature (Deanna Marsigliese)
- Nominierung in der Kategorie Music – Feature (Dan Romer)
- Nominierung in der Kategorie Voice Acting – Feature (Jack Dylan Grazer)
- Nominierung in der Kategorie Writing – Feature (Jesse Andrews und Mike Jones)
- Nominierung in der Kategorie Editorial – Feature (Catherine Apple, Jason Hudak, Jennifer Jew, Tim Fox und David Suther)[19]

Critics’ Choice Movie Awards 2022
- Nominierung als Bester Animationsfilm

Golden Globe Awards 2022
- Nominierung als Bester Animationsfilm

Golden Reel Awards 2022
- Nominierung in der Kategorie Achievement in Sound Editing – Feature Animation[20]

Hollywood Music in Media Awards 2021
- Nominierung für die Beste Filmmusik – Animationsfilm (Dan Romer)[21]

Oscarverleihung 2022
- Nominierung als Bester Animationsfilm

People’s Choice Awards 2021
- Auszeichnung als Familienfilm des Jahres[22]

Producers Guild of America Awards 2022
- Nominierung als Bester Animationsfilm (Andrea Warren)[23]

VES Awards 2022
- Nominierung in der Kategorie Visuelle Effekte in einem Animationsfilm
- Nominierung in der Kategorie Animierter Charakter in einem Animationsfilm (Luca)
- Nominierung in der Kategorie Created Environment in an Animated Feature (Portorosso Piazza)
- Nominierung in der Kategorie Effects Simulations in an Animated Feature[24]

## Besetzung und Synchronisation
Die deutsche Synchronisation entstand nach einem Dialogbuch und der Dialogregie von Axel Malzacher im Auftrag der Interopa Film GmbH, Berlin.
| Rolle               | Originalsprecher   | Deutscher Sprecher      |
| ------------------- | ------------------ | ----------------------- |
| Luca Paguro         | Jacob Tremblay     | Francisco Palma Galisch |
| Alberto Scorfano    | Jack Dylan Grazer  | Oskar Hansch            |
| Giulia Marcovaldo   | Emma Berman        | Marie Düe               |
| Ercole Visconti     | Saverio Raimondo   | Giovanni Zarrella       |
| Daniela Paguro      | Maya Rudolph       | Ranja Bonalana          |
| Massimo Marcovaldo  | Marco Barricelli   | Claudio Maniscalco      |
| Lorenzo Paguro      | Jim Gaffigan       | Michael Iwannek         |
| Ciccio              | Peter Sohn         | Stefano Zarrella        |
| Guido               | Lorenzo Crisci     | Rosario Bona            |
| Signora Marsigliese | Marina Massironi   | Anke Reitzenstein       |
| Concetta Aragosta   | Elisa Gabrielli    | Sabine Walkenbach       |
| Giacomo             | Giacomo Gianniotti | Dennis Schmidt-Foß      |
| Großmutter Paguro   | Sandy Martin       | Katy Karrenbauer        |
| Onkel Ugo           | Sacha Baron Cohen  | Markus Pfeiffer         |
| Pinuccia Aragosta   | Mimi Maynard       | Denise Gorzelanny       |
| Signor Branzino     | Jim Pirri          | Stephan Baumecker       |
| Tommaso             | Gino La Monica     | Reinhard Scheunemann    |